# Panicum phippsii
Panicum phippsii är en gräsart som beskrevs av Stephen Andrew Renvoize. Panicum phippsii ingår i släktet vipphirser, och familjen gräs. Inga underarter finns listade i Catalogue of Life.